# ヘレス・デ・ラ・フロンテーラ
ヘレス・デ・ラ・フロンテーラ（Jerez de la Frontera (スペイン語発音: [xeˈɾeθ ðe la fɾonˈteɾa])）は、スペイン・アンダルシア州カディス県のムニシピオ（基礎自治体）。カディスから約37km北東の内陸に位置する。シェリー酒（スペイン語: Vino de Xerez、ヘレスのワイン）とフラメンコで知られている。

## 歴史
旧石器時代から人が住んでおり、3000年前にはタルテソス人が居住していた。「ヘレス」の名はフェニキア語の「セレス」（Xeres）に由来する。のちにローマ化され「ケレト」（Ceret）と呼ばれたが、ローマ時代の町の場所は不明である。ローマ時代には重要な町アスタ・レギアもあり、その遺跡は現在のヘレス市内にある。
イスラム支配期には「シェリシュ」と呼ばれ、経済的・軍事的に重要な町であった。7世紀から8世紀には、現在旧市街と呼ばれる場所に都市計画によって市壁や塔、通りが建設された。1264年、アルフォンソ10世に征服され、カスティーリャ王国の支配下に入った。「フロンテーラ」とは、国境の意味で、キリスト教国とイスラム教国の「境」だったことに由来する。
15世紀には、農業、商業、ワイン産業によって経済的・文化的に発展した。アメリカ大陸発見とグラナダ征服は、セビリアやカディスの港に近いヘレスに繁栄をもたらした。17世紀にスペインの衰退が始まったが、ヘレスではシェリー酒が世界的に有名になり多くの酒倉が生まれた。
19世紀始めのナポレオン支配に対するスペイン独立戦争では、フランス軍による占領と略奪を被った。18世紀から19世紀にかけては産業化が進み、19世紀半ばに港との間に鉄道が敷かれた。19世紀後半、少数のブルジョア層と労働者との間に対立が生じ、農民暴動が続いた。政府はアナーキストの秘密結社「黒い手」（La Mano Negra）による犯行という噂を流し、弾圧の口実とした。
ヘレスは現在の形のフラメンコの発祥地とされる。19世紀から20世紀にはこの町で多くのフラメンコ演奏家が生まれ、歌唱やギターによって名声を博した。現在ではフラメンコ学校やフラメンコセンターが置かれている。

## 人口
| ヘレス・デ・ラ・フロンテーラの人口推移 1900－2010       |
|                                                         |
| 出典:INE（スペイン国立統計局）1900年 - 1991年、1996年 - |

## 政治
自治体首長はアンダルシーア国民党のマリア・ホセ・ガルシア＝ペラージョ・フラード（María José García-Pelayo Jurado） で、自治体評議員はアンダルシーア国民党：15、アンダルシーア社会労働党：5、ヘレス市民フォーラム：4、アンダルシーア統一左翼：3となっている（2011年5月22日の自治体選挙結果、得票順）。
| 政党    | 得票数 | 得票率 | 獲得議席 |
| ------- | ------ | ------ | -------- |
| PA      | 32,243 | 40.59% | 12       |
| PP      | 19,657 | 24.74% | 7        |
| PSOE-A  | 17,914 | 22.55% | 6        |
| IULV-CA | 05,268 | 06.63% | 2        |
| IA+LV   | 02,947 | 03.71% | 0        |
| PH      | 00,224 | 00.28% | 0        |

| 政党    | 得票数 | 得票率 | 獲得議席 |
| ------- | ------ | ------ | -------- |
| PSOE-A  | 29,184 | 32.22% | 9        |
| PSA     | 27,219 | 30.05% | 9        |
| PP      | 24,977 | 27.58% | 8        |
| IULV-CA | 04,536 | 05.01% | 1        |
| PA      | 01,983 | 02.19% | 0        |
| IPJ     | 01,310 | 01.45% | 0        |
| PH      | 00,242 | 00.27% | 0        |

| 政党    | 得票数 | 得票率 | 獲得議席 |
| ------- | ------ | ------ | -------- |
| PSOE-A  | 46,671 | 51.03% | 15       |
| PP      | 23,599 | 25.80% | 7        |
| PSA     | 11,967 | 13.09% | 4        |
| IULV-CA | 05,292 | 05.79% | 1        |
| PA      | 01,687 | 01.84% | 0        |
| PAJE    | 00,514 | 00.56% | 0        |
| LV      | 00,468 | 00.51% | 0        |
| PS-DA   | 00,077 | 00.08% | 0        |

| 政党       | 得票数 | 得票率 | 獲得議席 |
| ---------- | ------ | ------ | -------- |
| PP         | 45,667 | 46.56% | 15       |
| PSOE-A     | 14,358 | 14.64% | 5        |
| FCJ        | 13,763 | 14.03% | 4        |
| IULV-CA    | 11,272 | 11.49% | 3        |
| PSA-EP-And | 03,941 | 04.02% | 0        |
| UPyD       | 02,992 | 03.05% | 0        |
| URJ        | 01,265 | 01.29% | 0        |
| その他     | 02,508 | 02.57% | 0        |

### 司法管轄区
ヘレス・デ・ラ・フロンテーラはヘレス・デ・ラ・フロンテーラ司法管轄区に属し、同管轄区の中心自治体である。

## 名所と祭り
- カテドラル（es） - モスクや古い教会の跡地に17世紀に建てられた。ゴシック、バロック、新古典主義の様式による。
- カルトゥハ修道院（es） - シャルトルーズ会（カルトゥハ会）の旧修道院。15世紀のゴシック建築。
- アルカサル - 12世紀に建てられた町で最古の建造物。
- 王立アンダルシア馬術学校 - 伝統的な馬術や馬産の技術を伝える学校。ヘレス・デ・ラ・フロンテーラはアンダルシア種の産地として知られている。
- メディーナ湖（スペイン語版） - カオジロオタテガモ、アフリカオオバン、セイケイが生息しているラムサール条約登録地[22]。
- 馬祭り - 聖週間からしばらくして祝われ、この地で最も重要な祭りである。

### ギャラリー

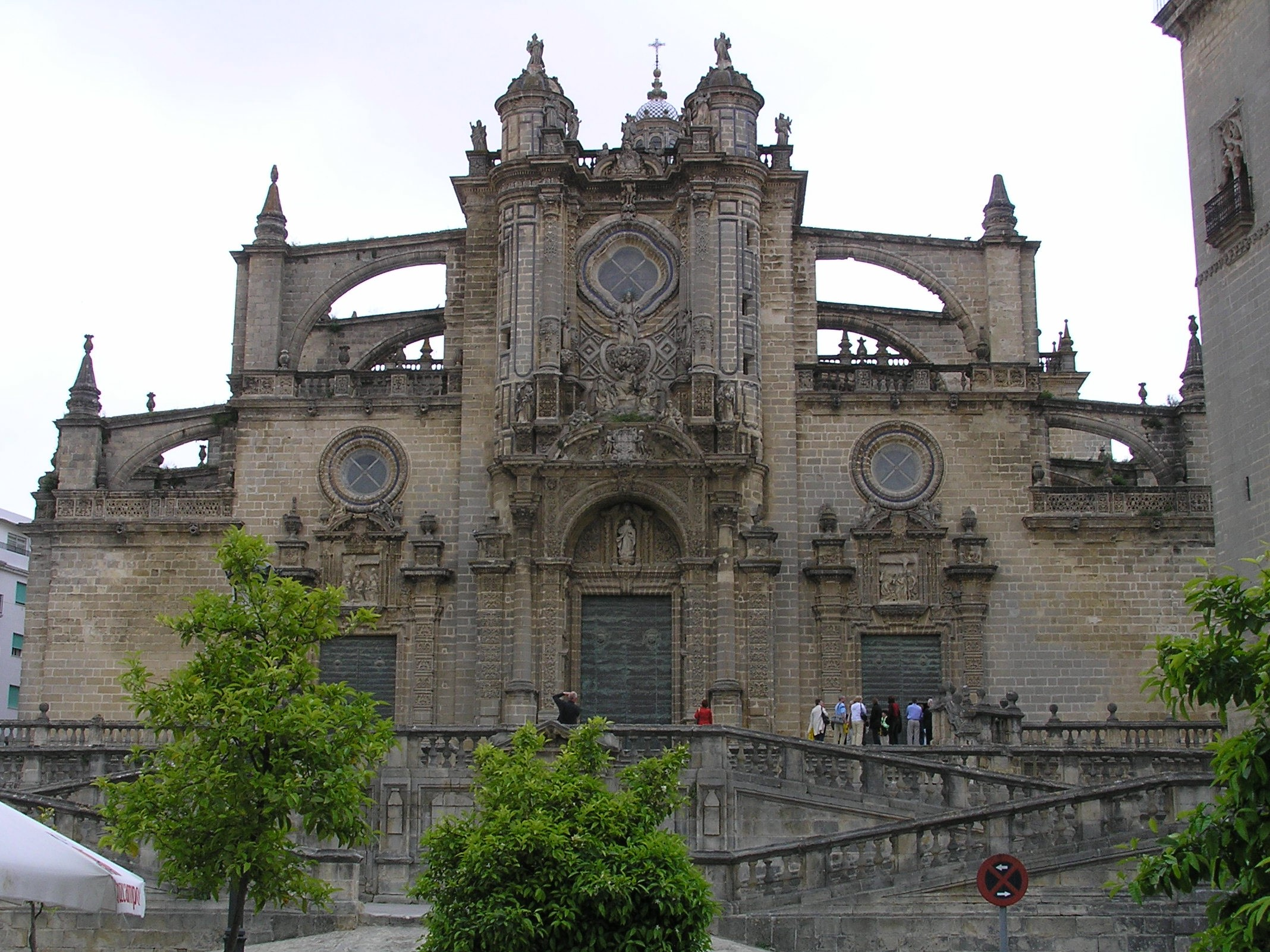
カテドラル
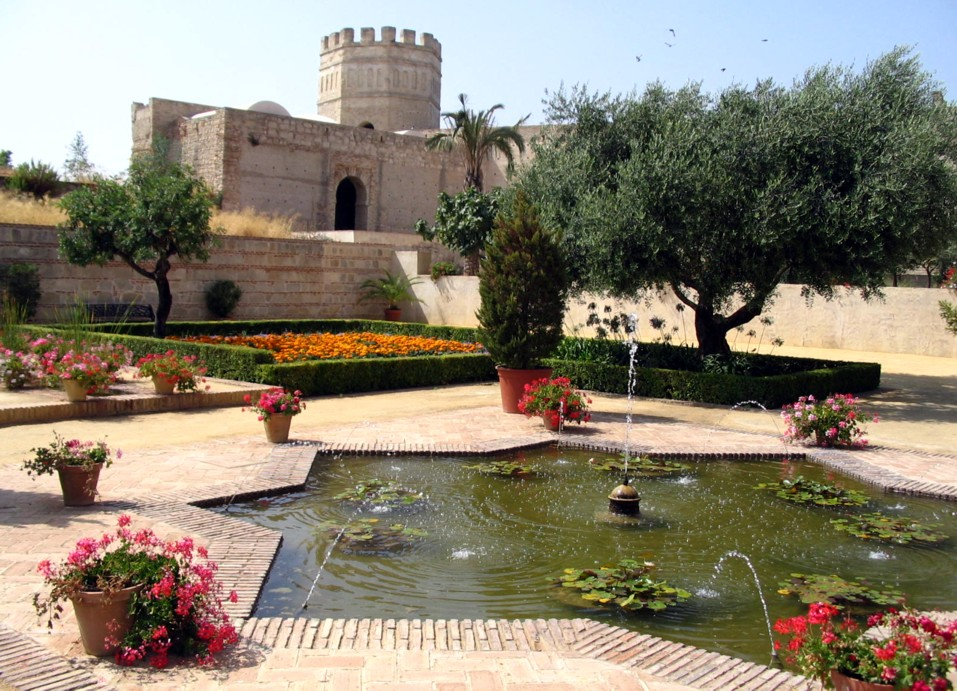
アルカサル
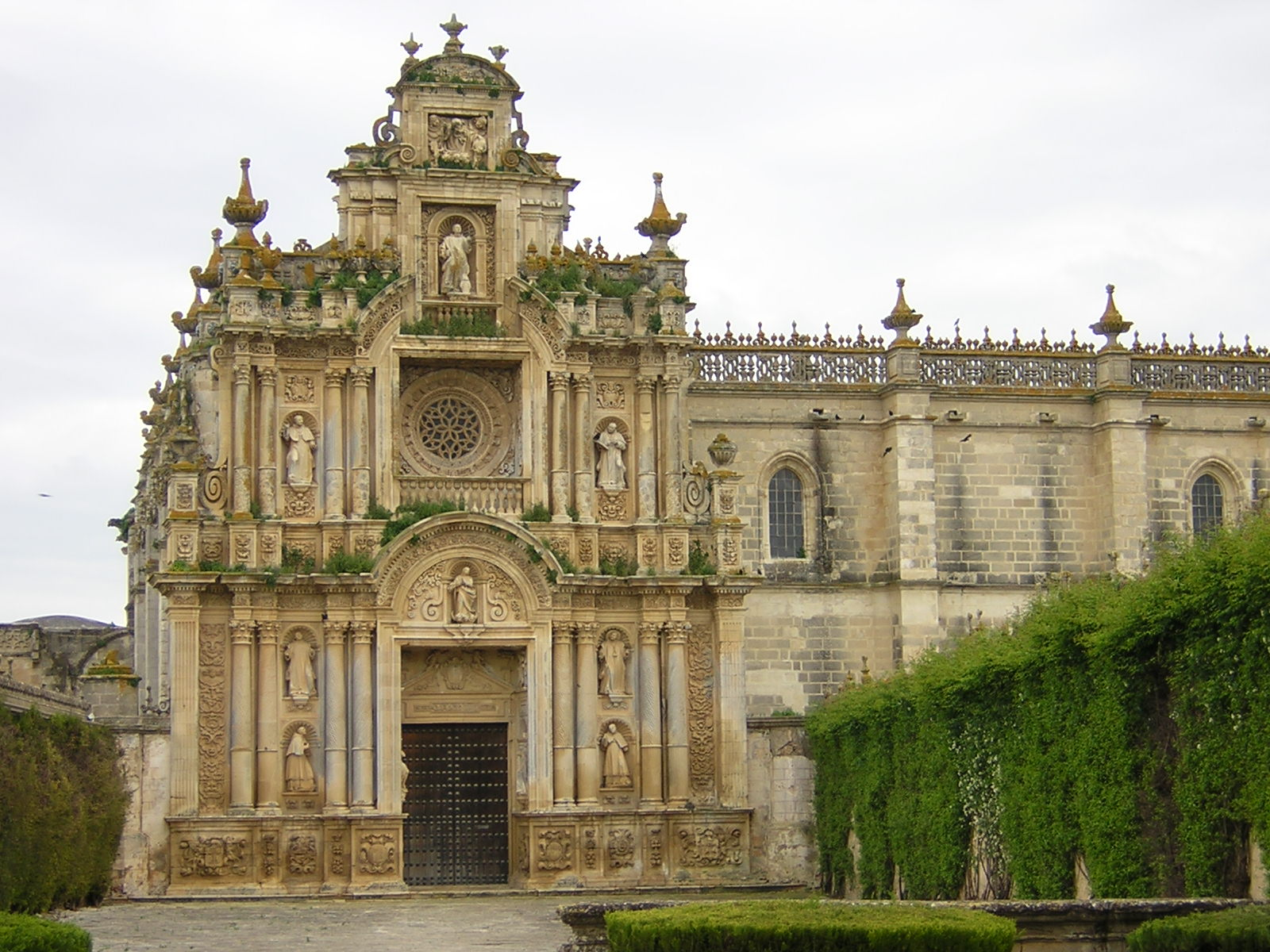
カルトゥハ修道院
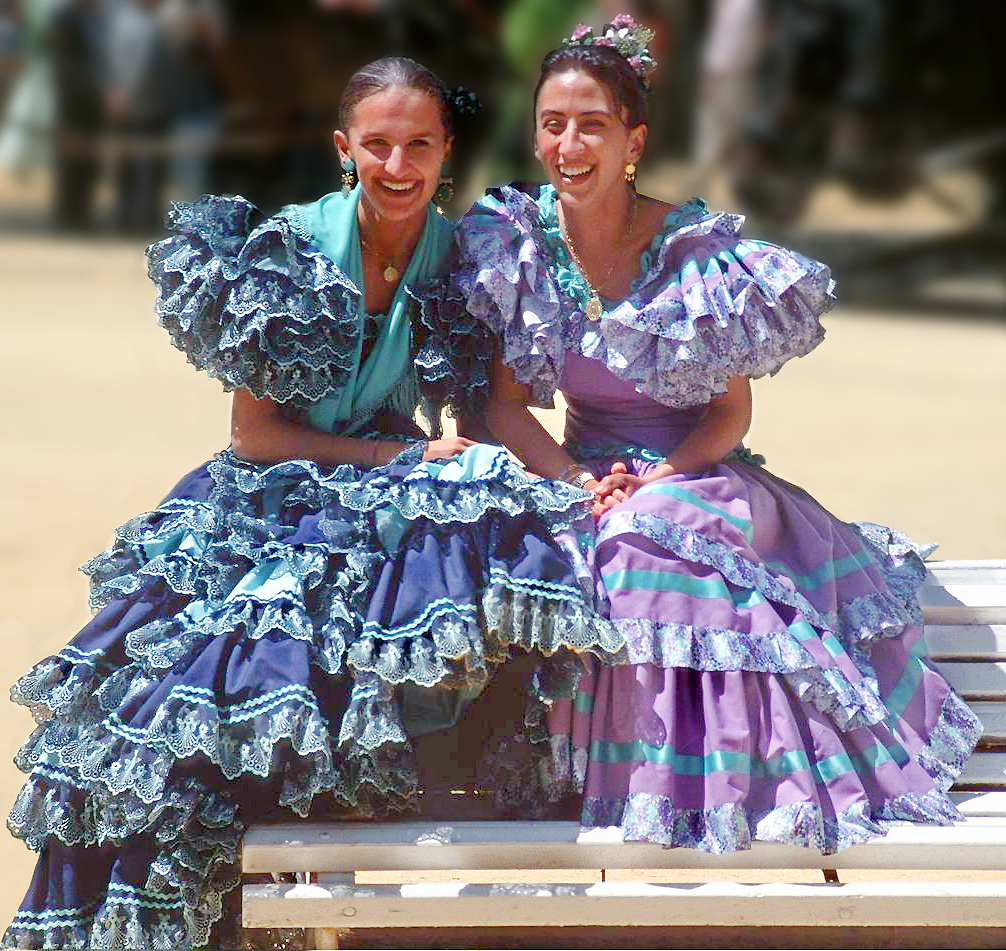
馬祭りにてフラメンコの衣装を着た女性

## スポーツ
- エスタディオ・ムニシパル・デ・チャピン - 多目的スタジアム。ヘレスCDとヘレスDFCのホームスタジアムであるが、陸上や競馬などの大会でも使用されている。
- ヘレスCD - サッカークラブ。リーガ・エスパニョーラのプリメーラ・ディビシオンに属していた。
- ヘレス・サーキット - ロードレース世界選手権が開催されるサーキット。F1グランプリが開催されたこともある。

## 交通
市街から北東に8kmの位置にヘレス空港がある。

## 姉妹都市
- アルル、フランス
- ビアリッツ、フランス
- テキーラ、メキシコ
- ロルカ、スペイン
- 清須市、日本
- セビリア、スペイン
- ラス・パルマス・デ・グラン・カナリア、スペイン
- ピスコ、ペルー
- ヘレス・デ・ガルシア・サリナス、メキシコ

## 出身者
- ヘルマン・アルバレス・ベイグベデル - 作曲家。
- ミゲル・プリモ・デ・リベラ - 軍人・政治家。
- ロラ・フローレス - 歌手・ダンサー。
- エンリケ・ロメロ - サッカー選手。
- ラ・マラ・ロドリゲス - 歌手。
- キコ - サッカー選手。
- ダニ・グイサ - サッカー選手。
- イネス・アリマーダス・ガルシーア - 政治家。
- ホセ・カニャス - サッカー選手。
- ラケル・ランセロス - 作家。